# أنيتا يوهانسون
أنيتا يوهانسون (بالسويدية: Anita Johansson) هي متزلجة فنية سويدية، ولدت في 19 أغسطس 1954 في مالمو في السويد.

## وصلات خارجية
- أنيتا يوهانسون على موقع أوليمبيديا (الإنجليزية)
- أنيتا يوهانسون على موقع اللجنة الأولمبية السويدية (السويدية)